# Kostel svatého Petra (Brandýs nad Labem)
Kostel svatého Petra v Brandýse nad Labem je považován za nejstarší církevní stavbu ve městě. Poprvé je jeho existence prokazatelně zmiňována v první písemné zprávě o Brandýse nad Labem pocházející z roku 1304.
Kostel byl farním kostelem nově vzniklé trhové vsi Brandis a svůj účel plnil až do roku 1418. Od roku 1434 (po bitvě u Lipan) do začátku třicetileté války (1618) sloužil církvi. Po roce 1780 za Josefa II. byl kostel uzavřen a uvažovalo se o jeho zboření. V 19. století jej užíval řád piaristů, později sloužil ústavu slepých dívek. V 2. polovině 20. století byl užíván jen výjimečně, od konce 70. let sloužil jako skladiště. V roce 1994 jej Římskokatolická církev předala Českobratrské církvi evangelické (ČCE). Po rozsáhlé vnitřní i vnější opravě uvedla církev kostel do provozu o Velikonocích 1996.